# Zijlbrug (Haarlem)
De Zijlbrug is een brug in de Noord-Hollandse stad Haarlem. De brug verbindt de Zijlstraat met de Zijlweg. De brug overspant de Zijlsingel en ligt ter hoogte van de voormalige Zijlpoort. De brug betreft een gemeentelijk monument en is een tweede brug uit een serie van bruggen ontworpen door Jacques Leijh. De brug is in de periode 1881 - 1882 aangelegd.
In juni 2018 werd de slijtlaag van de brug vervangen.